# Шангуань Линфэн
Шангуа́нь Линфэ́н (кит. трад. 上官靈鳳, пиньинь Shàngguān Língfèng), иногда встречается как Полли Куан (англ. Polly Kuan), настоящее имя Сюй Чжимэй (кит. 許治美; род. 10 октября 1949) — актриса, снимавшаяся преимущественно в кинофильмах жанра уся и в фильмах с боевыми искусствами тайваньского и гонконгского производства в 1960-х и 1970-х годах, а также мастер боевых искусств. Как актриса прославилась благодаря роли в дебютном кинофильме «Харчевня Дракона» (1967).

## Биография и кинокарьера
Родилась 10 октября на территории современного уезда Пиндун провинции Тайвань Китайской республики в семье пилота и певицы. В совсем юном возрасте её родители развелись, и оба вступили в новый брак.
Во время обучения в профессиональной средней школе Дунфан будущая актриса участвовала в наборе актёров кинокомпанией Union (Ляньбан) и в итоге была выбрана режиссёром Кингом Ху на ведущую женскую роль в фильме «Харчевня Дракона». Внезапный успех фильма как на Тайване, так и на других территориях Юго-Восточной Азии сделал из начинающей актрисы звезду боевиков, наделив её образом женщины-рыцаря. На протяжении следующих шести лет актриса продолжила исполнять подобные роли в фильмах жанра уся на Ляньбане до истечения контракта с киностудией в 1972 году.
Покинув Ляньбан, актриса снялась в ещё нескольких кинофильмах с боевыми искусствами, после чего перебралась в Гонконг. Её появление в фильме гонконгской киностудии Golden Harvest «Маленькие уличные герои» принесло награду на кинофестивале Золотая лошадь. Вскоре появилась в сиквеле, снятым в США, под названием «Маленькие герои устраивают хаос в китайском квартале» (1974).
Наиболее активно актриса снималась между 1975 и 1978 годом. «Восемнадцать бронзовых людей Шаолиньского монастыря» (1975), срежиссированный Го Наньхуном, имел большую популярность на Тайване и в Гонконге, после чего Шангуань Линфэн исполнила роли в сиквеле, «Юнчжэн одолевает восемнадцать бронзовых людей» (1976), и «клоне» под названием «Люй Сынян врывается в Шаолинь» (1976).
В начале 1980-х ушла из кино и переехала в США. Там она преподавала боевые искусства и открыла два ресторана.
Изучала каратэ, тхэквондо и шаолиньский бокс.

## Фильмография
За свою актёрскую карьеру снялась в общей сложности более чем в 50 фильмах.

### Кинофильмы китайского производства (Тайвань и Гонконг)
| Год  | Китайское название | Транскрипция                          | Английское название                 | Русское название                                                     | Роль                    |
| ---- | ------------------ | ------------------------------------- | ----------------------------------- | -------------------------------------------------------------------- | ----------------------- |
| 1967 | 龍門客棧           | Lóng Mén Kè Zhàn                      | Dragon Inn                          | «Харчевня Дракона»                                                   | Чжу Хуэй                |
| 1968 | 一代劍王           | Yī Dài Jiàn Wáng                      | The Swordsman of All Swordsmen      | «Лучший из меченосцев»                                               | Фэй Яньцзы              |
| 1970 | 烈火               | Liè Huǒ                               | The Grand Passion                   | «Жгучий гнев»                                                        | Лу Сяолин               |
| 1971 | 黑白道             | Hēi Bái Dào                           | The Brave and the Evil              | «Храбрец и зло»                                                      | Хун Тяньцзяо            |
| 1971 | 萬里雄風           | Wàn Lǐ Xióng Fēng                     | Rider of Revenge                    | «Сильный ветер на десять тысяч ли»                                   | Лю Линхуа               |
| 1971 | 鬼面人             | Guǐ Miàn Rén                          | The Ghostly Face                    | «Человек с призрачным лицом»                                         | «Рыцарша» Хуа           |
| 1971 | 武林龍虎鬥         | Wǔ Lín Lóng Hǔ Dòu                    | The Bravest Revenge                 | «Битва драконов с тигром в боевом мире»                              | Ши Фанъи                |
| 1971 | 十萬金山           | Shí Wàn Jīn Shān                      | The Ghost Hill                      | «Стотысячная золотая гора»                                           | Фэй Яньцзы              |
| 1972 | 女拳師             | Nǚ Quán Shī                           | A Girl Fighter                      | «Девушка-боксёр»                                                     | Сыма Мужун              |
| 1973 | 馬路小英雄         | Mǎ Lù Xiǎo Yīng Xióng                 | Back Alley Princess                 | «Принцесса подворотен»                                               | «Чили»                  |
| 1973 | 趕盡殺絕           | Gǎn Jìn Shā Jué                       | A Gathering of Heroes               | «Убивая всех до одного»                                              | Ши Даньфэн              |
| 1973 | 女英雄飛車奪寶     | Nǚ Yīng Xióng Fēi Chē Duó Bǎo         | Seven to One                        | «Героиня в погоне за драгоценностью»                                 | Дин Цзяфэн              |
| 1973 | 雙面煞星           | Shuāng Miàn Shà Xīng                  | A Girl Called Tigress               | «Двуликая роковая звезда»                                            | Ши Сюфан                |
| 1974 | 大小游龍           | Dà Xiǎo Yóu Lóng                      | The Rangers                         | «Большой и маленький летящий дракон»                                 | Линь Жонань             |
| 1974 | 奪寶奇譚           | Duó Bǎo Qí Tán                        | Empress Dowager's Agate Vase        | «Истории о поисках сокровища»                                        | Юйпин                   |
| 1974 | 小英雄大鬧唐人街   | Xiǎo Yīng Xióng Dà Nào Táng Rén Jiē   | China Town Capers                   | «Маленькие герои устраивают хаос в китайском квартале»               | «Чили»                  |
| 1975 | 妙手千金           | Miào Shǒu Qiān Jīn                    | A Girl with Skillful Hands          | «Дочь с золотыми руками»                                             | Чжан Сяолин             |
| 1975 | 五嬌娃             | Wǔ Jiāo Wá                            | Five Pretty Young Ladies            | «Пять прелестных девушек»                                            |                         |
| 1975 | 戰地英豪           | Zhàn Dì Yīng Háo                      | Heroes Behind the Enemy Lines       | «Герои на поле боя»                                                  | Чжао Яньлин             |
| 1975 | 大明英烈           | Dà Míng Yīng Liè                      | Heroes in the Late Ming Dynasty     | «Павшие герои Великой империи Мин»                                   | Сюн Цзяньин             |
| 1975 | 尚方寶劍           | Shàng Fāng Bǎo Jiàn                   | The Judicial Sword                  | «Императорский меч»                                                  | Ма Сяоюй                |
| 1975 | 女兵日記           | Nǚ Bīng Rì Jì                         | The Chinese Amazons                 | «Дневник женщины-солдата»                                            | попутчица на лодке      |
| 1975 | 少林寺十八銅人     | Shào Lín Sì Shí Bā Tóng Rén           | The 18 Bronzemen                    | «18 бронзовых бойцов»                                                | Лу Сяоюнь               |
| 1976 | 一代忠良           | Yī Dài Zhōng Liáng                    | The Shaolin Kids                    | «Поколение преданных и честных»                                      | Лю Синьэр               |
| 1976 | 狼牙口             | Láng Yá Kou                           | The Venturer                        | «Авантюрист»                                                         | Шуйсянь                 |
| 1976 | 九龍城風波         | Jiǔ Lóng Chéng Fēng Bō                | Secret of Kowloon Town              | «Инцидент в Коулун-Сити»                                             | Ли Пиннань              |
| 1976 | 風起雲湧鬥狂龍     | Fēng Qǐ Yún Yǒng Dòu Kuáng Lóng       | Super Dragon                        | «Поднявшийся ветер и сгрудившиеся облака бьются с безумным драконом» | «Повелительница копья»  |
| 1976 | 大忠烈             | Dà Zhōng Liè                          | The Last Battle of Yang Chao        | «Великие лоялисты»                                                   | Юань Синьюй             |
| 1976 | 大太監             | Dà Tài Jiàn                           | The Traitorous                      | «Великий евнух»                                                      | Юньэр                   |
| 1976 | 雍正大破十八銅人   | Yōng Zhèng Dà Pò Shí Bā Tóng Rén      | Return of the Eighteen Bronzemen    | «Возвращение 18 бронзовых бойцов»                                    | Шан Минчжу              |
| 1976 | 黃道吉日           | Huáng Dào Jí Rì                       | —                                   | «Счастливый день»                                                    |                         |
| 1976 | 呂四娘闖少林       | Lǚ Sì Niáng Chuǎng Shào lín           | Shaolin Death Squads                | «Люй Сынян врывается в Шаолинь»                                      | Люй Сынян               |
| 1976 | 張三豐獨闖少林     | Zhāng Sān Fēng Dú Chuǎng Shào Lín     | Shao-Lin Hero Chang San Feng        | «Чжан Саньфэн в одиночку врывается в Шаолинь»                        | Ян Инфэн                |
| 1976 | 車馬砲             | Jǔ Mǎ Pào                             | Return of the Kung-Fu Dragon        | «Возвращение кунг-фу дракона»                                        | Ма Чаньчжэнь            |
| 1977 | 龍威山莊           | Lóng Wēi Shān Zhuāng                  | Lung Wei Village                    | «Деревня Лунвэй»                                                     | Шангуань Тун            |
| 1977 | 甘聯珠大破紅蓮寺   | Gān Lián Zhū Dà Pò Hóng Lián Sì       | Heroine Kan Liam-Chu                | «Гань Ляньчжу сокрушает храм Красного Лотоса»                        | Гань Ляньчжу            |
| 1977 | 十三太保李存孝     | Shí Sān Tài Bǎo Lǐ Cún Xiào           | General Stone                       | «Тринадцатый государев наставник Ли Цуньсяо»                         | Ли Цзюньэр              |
| 1977 | 十大掌門闖少林     | Shí Dà Zhǎng Mén Chuǎng Shào Lín      | The Fight for Shaolin Tamo Mystique | «Десять великих глав сект врываются в Шаолинь»                       | Шуй Линлин              |
| 1977 | 少林叛徒           | Shào Lín Pàn Tú                       | The Rebel of Shao-Lin               | «Предатель из Шаолиня»                                               | Лю Чжилань              |
| 1977 | 金羅漢             | Jīn Luó Hàn                           | The Invincible Super Guy            | «Золотой архат»                                                      | Линь Яньцин             |
| 1977 | 青龍客棧           | Qīng Lóng Kè Zhàn                     | The Green Dragon Inn                | «Гостиница „Зелёный дракон“»                                         | Чжан Инь                |
| 1977 | 人比人笑死人       | Rén Bǐ Rén Xiào Sǐ Rén                | The Crazy Guy                       |                                                                      | кинозвезда              |
| 1978 | 南龍、北鳳、西山虎 | Nán Lóng Běi Fèng Xī Shān Hǔ          | The Mysterious Heroes               | «Южный дракон, северный феникс, тигр западных гор»                   | Фэнфэн                  |
| 1978 | 金沙燕             | Jīn Shā Yàn                           | Sha-Yen Chin                        | «Цзинь Шаянь»                                                        | Цзянь Юйин              |
| 1978 | 大英雄             | Dà Yīng Xióng                         | The Great Hero                      | «Великие герои»                                                      |                         |
| 1978 | 百戰保山河         | Bǎi Zhàn Bǎo Shān Hé                  | Immortal Warriors                   | «Многократно сражавшиеся за родину»                                  | принцесса Тефэн         |
| 1978 | 諸葛四郎大鬥雙假面 | Zhū Gé Sì Láng Dà Dòu Shuāng Jiǎ Miàn | Little Hero Wins the Masks          | «Большая схватка Чжугэ Сылана с двумя людьми в масках»               | Чжугэ Сылан             |
| 1978 | 火鳳凰             | Huǒ Fèng Huáng                        | The Red Phoenix                     | «Красный Феникс»                                                     | «Красный феникс» Юй Фан |
| 1978 | 十二生肖           | Shí Èr Shēng Xiào                     | The Zodiac Fighters                 | «Двенадцать знаков зодиака»                                          | «Кролик»                |
| 1979 | 十八玉羅漢         | Shí Bā Yù Luó Hàn                     | The Eighteen Jade Arhats            | «Восемнадцать нефритовых архатов»                                    | Си Пэйпэй               |
| 1980 | 苦海女神龍         | Kǔ Hǎi Nǚ Shén Lóng                   | Heroine of Tribulation              | «Богиня-дракон моря горечи»                                          | Шуй Ланьлань            |

### Кинофильмы некитайского производства
| Год  | Оригинальное название     | Русское название               | Роль       | Страна           |
| ---- | ------------------------- | ------------------------------ | ---------- | ---------------- |
| 1975 | Bons baisers de Hong Kong | «Шарло в Гонконге»             | Ли         | Франция          |
| 1978 | 소림사 흑표               | «Чёрная Пантера храма Шаолинь» | Ким Ми Рён | Республика Корея |

## Награды
- 1973 — премия 11-го Тайбэйского кинофестиваля «Золотая лошадь» в категории «лучшая женская роль» за фильм «Маленькие уличные герои» (кит. 馬路小英雄)[13].